# 類錐體綱
類錐體綱（学名：Conoidasida）为顶复门的一纲寄生性囊泡虫。该纲在1988年由Levine定义，包含两个亚纲：球虫亚纲和簇虫亚纲。此纲的所有成员都有一个完整的、空心的，截平的锥体。簇虫常寄生于无脊椎动物，成熟的配子体则是细胞外的，球虫则大多感染脊椎动物，并且大多具有细胞内的配子体。

## 亚纲
- 球虫亚纲 Coccidia
- 簇虫亚纲 Gregarinasina